# Воница
Во́ница, Войница (греч. Βόνιτσα) — малый город в Греции. Находится на высоте 10 метров над уровнем моря, на южном берегу залива Амвракикос, к востоку от Акциума, в 13 километрах к юго-востоку от Превезы, в 28 километрах к юго-западу от Арты, в 105 километрах к северо-западу от Патр и в 268 километрах к северо-западу от Афин. Административный центр общины (дима) Актион-Воница в периферийной единице Этолия и Акарнания в периферии Западная Греция. Население 4703 жителя по переписи 2011 года.
Через город проходит национальная дорога 42 Амфилохия — Лефкас.

## История

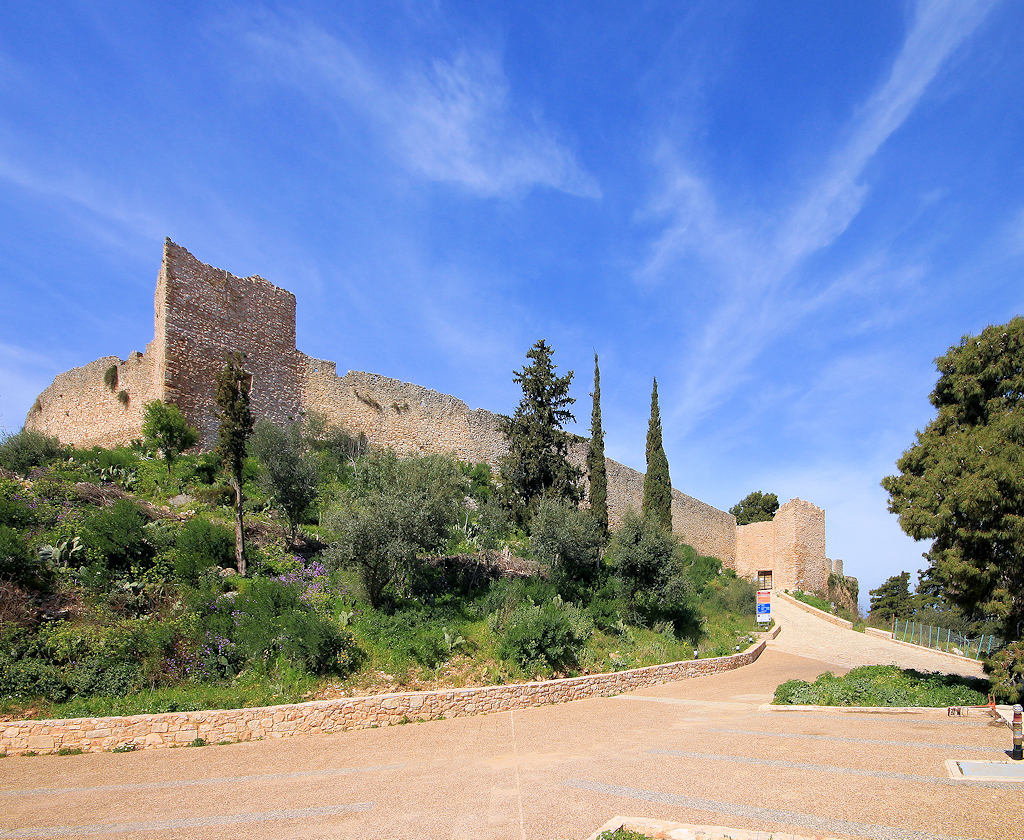
Венецианская крепость в Вонице

Город Воница находится на месте древнего города Анакторий. Основан предположительно в IV веке после того, как был покинут древний город Никополь. В XIII веке вошёл в Эпирское царство, в 1469 году захвачен Османской империей, в 1684 году — Венецианской республикой. В 1800 году захвачен снова турками-османами, освобождён вместе со всей Акарнанией в 1832 году. В 1862 году в Вонице началось восстание, приведшее к отречению короля Греции Оттона I.
В конце XIX века город был известен как порт в котором велась торговля деревянным маслом, хлебом и строительным лесом. В нём проживало 2500 жителей.

## Сообщество Воница
Сообщество создано в 1912 году (ΦΕΚ 261Α). В общинное сообщество Воница входят три населённых пункта. Население 4916 жителей по переписи 2011 года. Площадь 69,892 квадратного километра.
| Наименование | Население (2011), человек |
| ------------ | ------------------------- |
| Актион       | 180                       |
| Воница       | 4703                      |
| Неа-Камарина | 33                        |

## Население
| Год  | Население, человек |
| ---- | ------------------ |
| 1991 | 4122               |
| 2001 | 3864               |
| 2011 | ↗ 4703             |